# Cazadores Especiales
El batallón de Cazadores Especiales del Regimiento de Utti (en finlandés: Utin jääkärirykmentti) (en inglés: Utti Jaeger Regiment) es la fuerza de Operaciones Especiales primaria del Ejército finlandés. Son entrenados en el Regimiento de Cazadores de Utti. El propósito del entrenamiento de los Cazadores Especiales es el mantenimiento y desarrollo de operaciones especiales del ejército. Sus miembros son entrenados para las operaciones más exigentes en Finlandia y, cuando es necesario, en el extranjero. 
El batallón de Cazadores Especiales del Regimiento de Cazadores de Utti provee de entrenamiento de fuerzas especiales para suboficiales de reserva, oficiales de la reserva y el personal de las Fuerzas de Defensa. 
Anteriormente también conscriptos fueron entrenados para convertirse Cazadores Especiales, pero a mediados de la década de 2000 la formación de reclutas se limitó a los paracaidistas (Patrullas de largo alcance y reconocimiento ) y entrenamiento para operadores profesionales de las fuerzas especiales. 
Los reservistas que tienen NCO o entrenamiento oficial de reserva son elegibles para aplicar para el curso de Cazador Especial. Para estos fines haber cumplido servicio anterior en el Regimiento de Cazadores de Utti no es un requisito obligatorio.